# Herfstkleuren

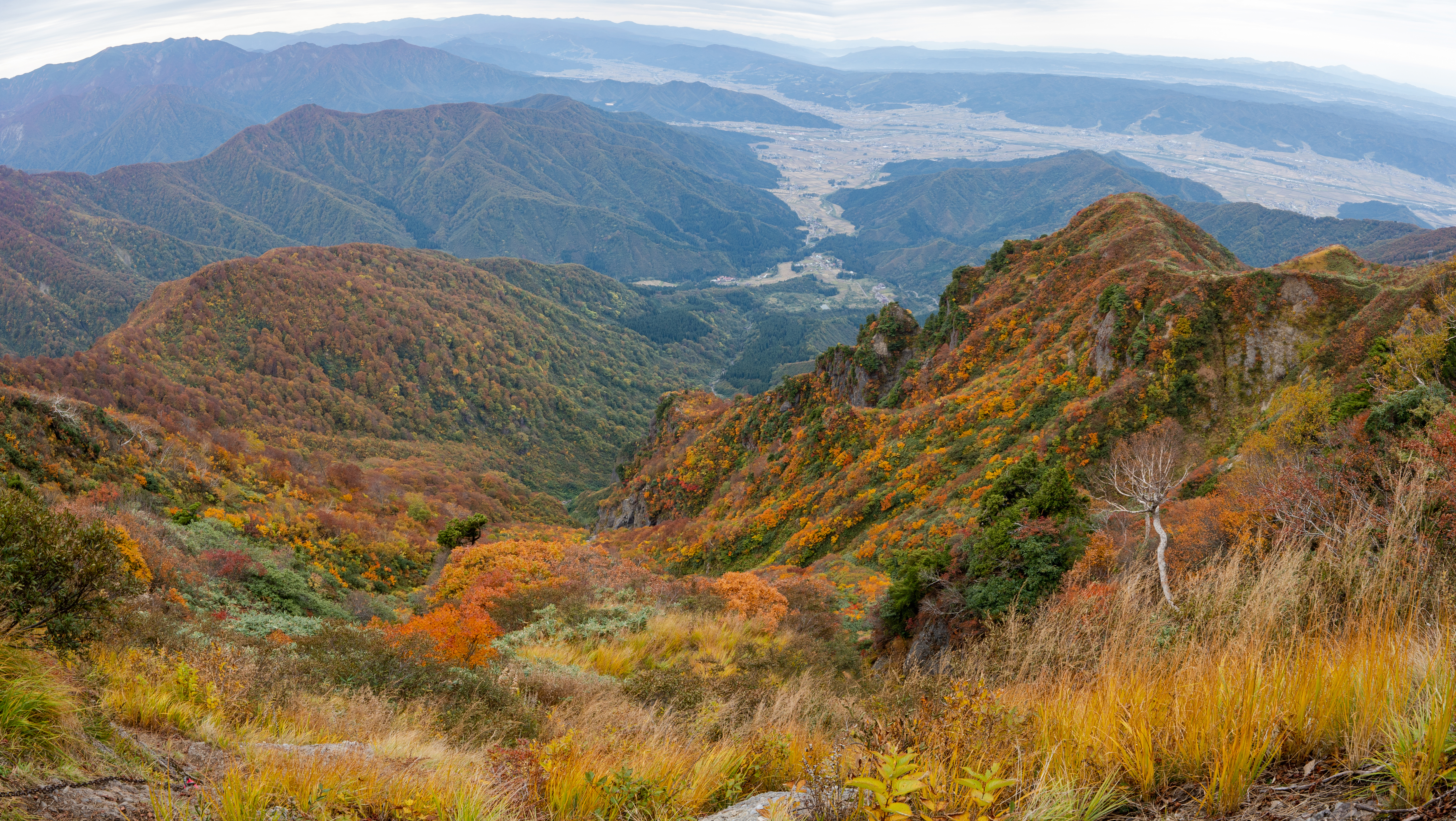
Herfstaspect van montane bergvegetatie op Honshu (Japan).

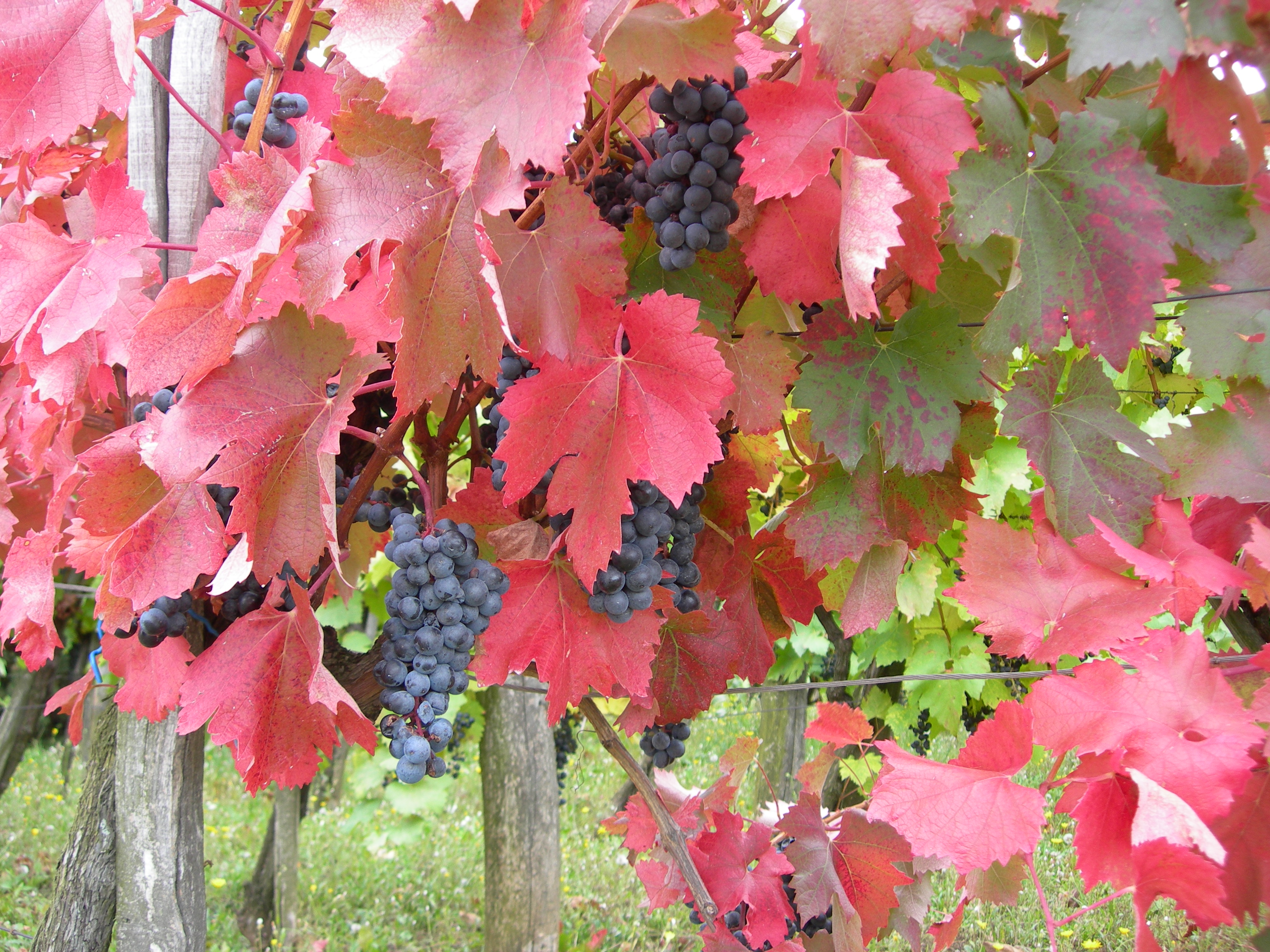
Druivenstokken bíborkadarka in herfstkleuren

Herfstkleuren zijn een fenologisch verschijnsel dat bij veel planten voorkomt, in het bijzonder bij bladverliezende bomen en struiken. De kleur van de bladeren van veel bomen en struiken verschuift in de herfstmaanden gedurende enkele weken langzaam van hun gebruikelijke groene kleur naar een reeks kleuren, die varieert van geel, oranje tot rood en bruin. Aan het einde van deze periode vallen de bladeren.

## Scheikundige achtergrond
In de herfst kan bij sommige plantensoorten het blad verkleuren naar geel of goudkleurig, oranje of rood en bruin. Doordat bij lage temperatuur in de herfst het chlorofyl in de bladgroenkorrels wordt afgebroken worden aanwezige pigmenten zichtbaar. Xanthofyllen maken een gele, carotenoïden een oranje, anthocyanen een rode en de tannines een bruine kleur zichtbaar.

## Bladval
Bladval in de herfst wordt voorafgegaan door veranderingen in de weefsels aan of in de bladbasis. In de altijd al aanwezige afscheidingslaag (abscissielaag), die uit korte cellen met zwak verdikte wanden bestaat, ontstaat door frequente celdelingen een laag baksteenvormige cellen. Vervolgens kan bladval op drie verschillende manieren veroorzaakt worden:
- door het oplossen van de middenlamellen van de cellen
- door het oplossen van wanden en cellen
- door de vorming van een kurklaagje door de bladsteel

De nieuw gevormde beschermende laag isoleert het blad van de stengel. Onder deze laag vindt peridermvorming plaats en worden door de productie van gom de vaten (xyleem en floëem) afgesloten.

## Toerisme
Het verschijnsel staat in het Engels bekend als fall colors en autumn colors. In de nazomer in sommige gebieden van de Verenigde Staten, vooral New England, en in Canada levert het zogenaamde leaf peeping-toerisme in de periode tussen het begin van het herfstkleurenseizoen en het tijdstip wanneer de herfstbladeren uiteindelijk naar beneden vallen een belangrijke bijdrage aan de lokale economie.

## Fotogalerij

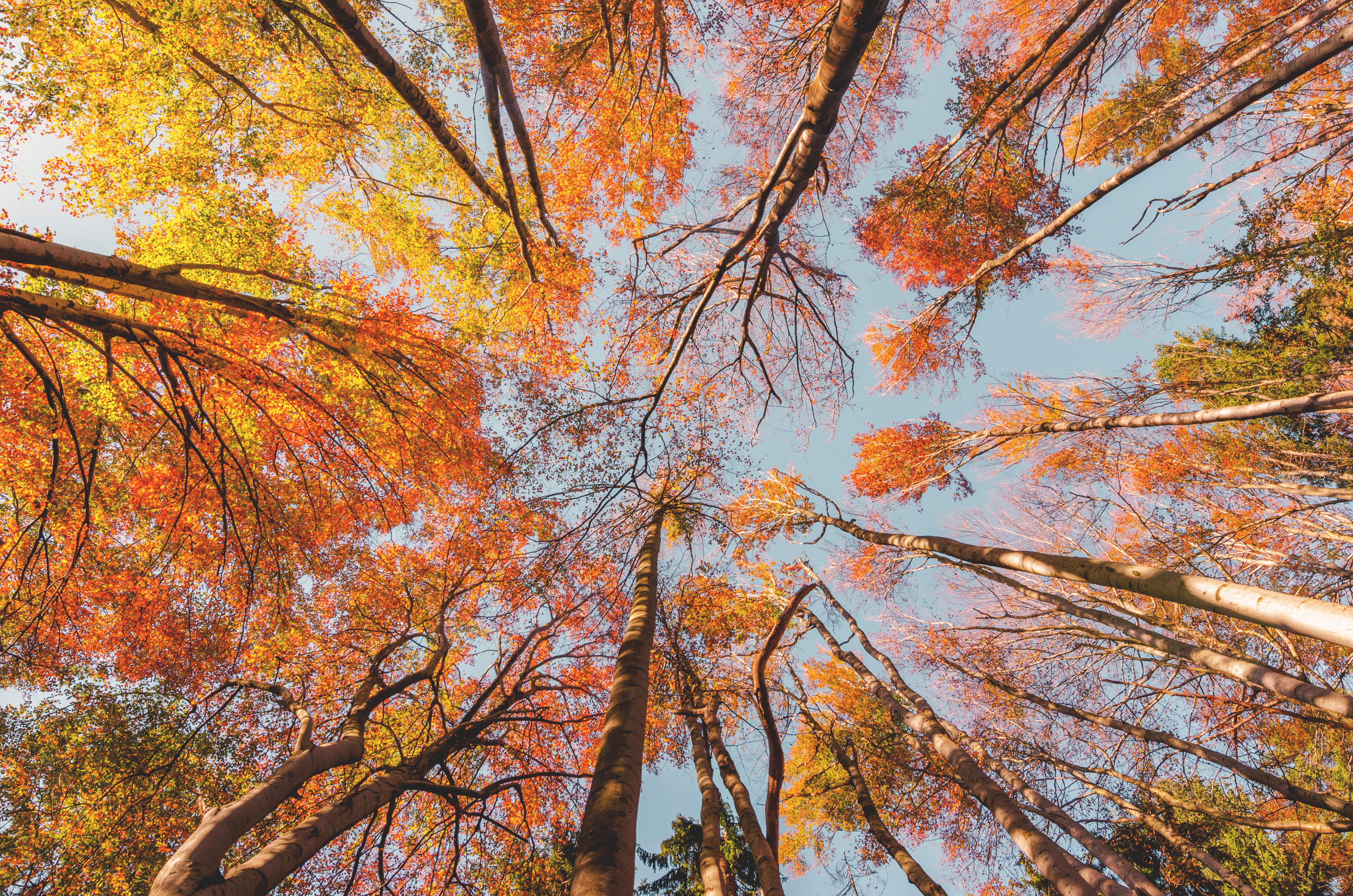
Een beukenbos in Slovenië
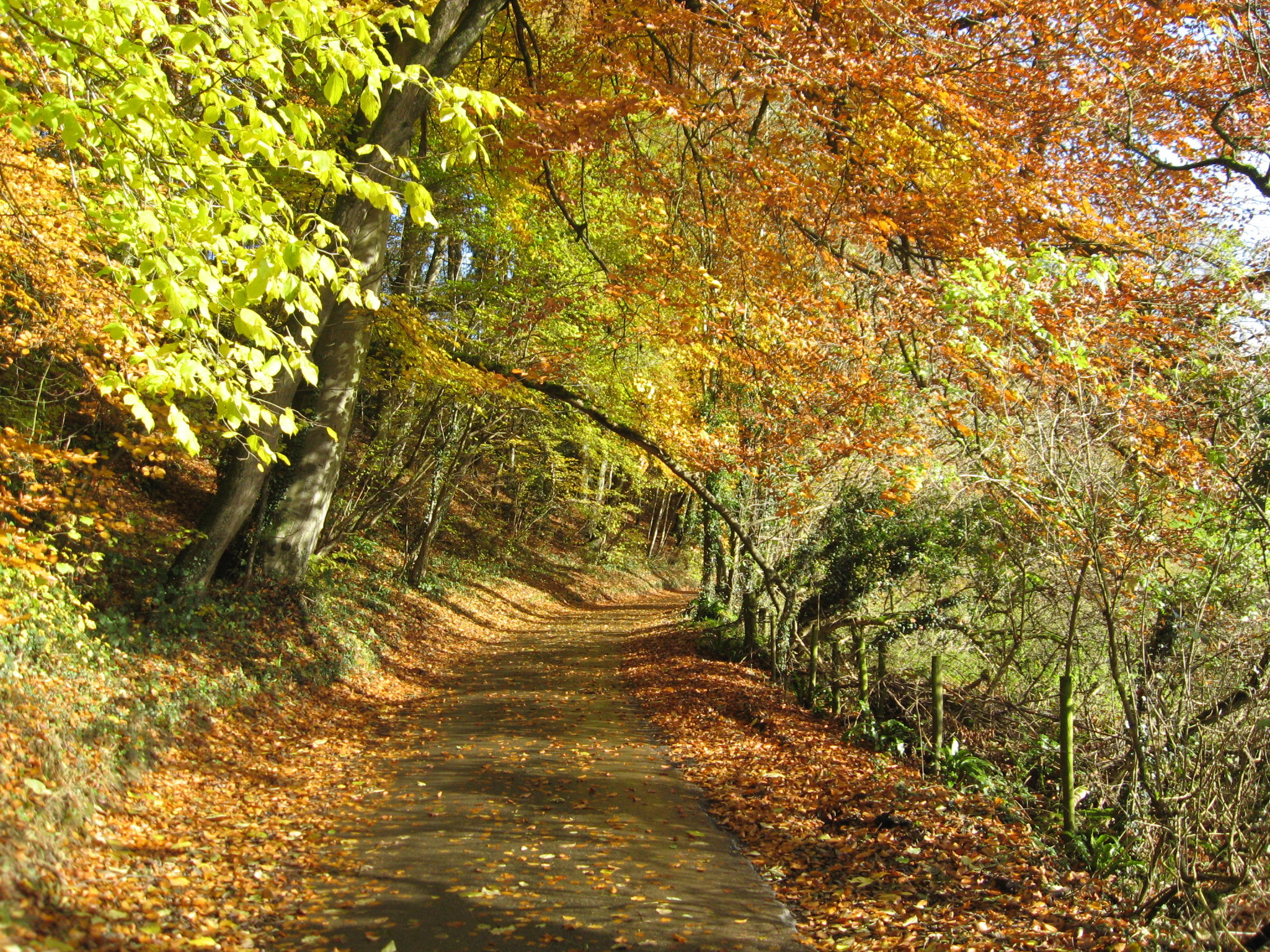
Engels landelijk weggetje